# Мерлино
Мерлино (итал. Merlino) је насеље у Италији у округу Лоди, региону Ломбардија.
Према процени из 2011. у насељу је живело 1205 становника. Насеље се налази на надморској висини од 98 м.

## Становништво
Према резултатима пописа становништва 2011. у општини је живело 1.772 становника.
| 1936. | 1951. | 1961. | 1971. | 1981. | 1991. | 2001. | 2011. |
| ----- | ----- | ----- | ----- | ----- | ----- | ----- | ----- |
| 1.048 | 1.129 | 933   | 700   | 759   | 912   | 1.264 | 1.772 |